# Protorothyris
Protorothyris es un género extinto de protorotirídido que vivió durante el Pérmico Inferior en Texas y Virginia Occidental en Estados Unidos. Fue denominado originalmente por Llewellyn Ivor Price en 1937 y la especie tipo es Protorothyris archeri conocido a partir del espécimen holotipo MCZ 1532, un cráneo preservado en tres dimensiones y de otros especímenes referidos, que proceden de cuatro individuos adicionales, MCZ 2147-2150. Todos los especímenes fueron recolectados en el sitio Cottonwood Creek, en la Formación Archer City de Texas, datando de la etapa del Asseliense durante la época del Cisuraliano, hace unos 299-294.6 millones de años. Una segunda especie, P. morani, fue nombrada originalmente por Alfred Sherwood Romer en 1952 con su propio nombre de género, Melanothyris. En 1973, J. Clark y Robert L. Carroll recombinaron a P. morani como una especie de Protorothyris. Es conocido a partir del holotipo CM 8617, un cráneo preservado en tres dimensiones. Este fue recolectado en el sitio Blacksville, en la Formación Washington (Asseliense) en Virginia Occidental. Protorothyris era del tamaño de una lagartija, de cerca de 30 centímetros de longitud.